# Барбариго, Агостино (адмирал)
Агостино Барбариго (итал. Agostino Barbarigo; 22 января 1516, Венеция — 9 октября 1571, Лепанто) — генеральный проведитор заморских владений Венеции и командующий левого крыла флота христиан во время битвы при Лепанто. Также Барбариго был значительным меценатом, ответственным за перестройку палаццо Ка-Бембо на Сан-Тровазо, осуществлённую Якопо Сансовино.

## Биография
Родился в семье Джованни Барбариго и Элизабетты Дандоло. 5 июня 1543 года женился на Элене Пасквалиго, а 30 апреля 1554 года женился во второй раз на Лючии Пезаро.
На протяжении своей жизни занимал многочисленные административные должности в Венецианской республике. В 1554 году был отправлен в качестве посла во Францию, где оставался до 1557 года. В 1561 году был назначен наместникоми во Фриули, а в 1564 году выбран капитаном в Падуе, где пытался устроить пришедшее в беспорядок управление.
12 октября 1567 года Барбариго был выбран наместником Кипра, но не смог вступить в должность, так как два месяца спустя был назначен пограничным комиссаром, а наместником Кипра вместо него был выбран Никколо Дандоло.

## Кипрская война
В 1570 году, после неудовлетворительного первого года Кипрской войны против Османской империи, венецианский Сенат смещает Джироламо Дзане и назначает Агостино Барбариго генеральным проведитором заморских владений (provveditore generale da Mar). Барбариго принимается за реогранизацию флота и восстановление дисциплины, а 10 апреля 1571 года официально передаёт командование флотом новому капитан-генералу (capitano generale da mar) Себастьяно Веньеру.
В ходе Кипрской войны Барбариго удавалось сдерживать инициативу порывистого Веньера и поддерживать добрые отношения с союзниками по «Священной лиге». После того, как по приказу Веньера были повешены несколько испанских моряков, виновных в подстрекательстве к бунту, Хуан Австрийский, командующий флотом «Священной лиги» был настолько разозлён, что готов был повесить уже самого Веньера. Барбариго и Маркантонио Колонне с трудом удалось его переубедить. Но всё же Хуан Австрийский решил, что на военных советах несговорчивого Веньера будет замещать более степенный Барбариго.

## Битва при Лепанто
В битве при Лепанто Агостино Барбариго был поставлен командовать левым крылом флота, которому предстояло выдержать первую схватку с противостоящим ему правым крылом флота оттоманского, которым командовал способный Мехмет Сирокко. Левое крыло построения располагалось ближе всего к берегу, и Барбариго должен был отразить попытку вражеского окружения, своевременно перекрыв проход. В пылу сражения, в котором Барбариго принимал непосредственное участие, он поднял забрало шлема, чтобы с меньшим стеснением отдавать распоряжения, и был поражён в глаз неприятельской стрелой. Он продолжал сражаться до тех пор, пока мог, после чего передал командование Федерико Нани.
Барбариго умер через два дня после битвы, 9 октября 1571 года.

## Память
В честь Барбариго ВМС Италии назвали авизо, спущенное на воду в 1879 году, подводную лодку 1917 года и подводную лодку типа Марчелло 1938 года.